# Аркалик (аеропорт)
Аеропо́рт «Аркали́к» (англ. Arkalyk Airport) — аеропорт місцевих повітряних ліній в Кустанайській області Казахстану, за 9 км на північ від міста Аркалик.
Аеродром Аркалик 2 класу, здатний приймати літаки наступних типів: Ан-12, Іл-18, Іл-76, Ту-134, Ту-154, Як-42, а також гелікоптери всіх типів.
За радянських часів звідси виконувалися авіарейси в багато міст Казахстану; однак з середини 1990-х аеропорт практично покинутий і використовується лише епізодично під час пошуково-рятувального забезпечення посадок пілотованих космічних апаратів.